# سامار (جزيرة)
سامار (بالإنجليزية: Samar) هي ثالث أكبر جزر الفلبين. تقع في بيسايا الشرقية، داخل وسط الفلبين. تنقسم الجزيرة إلى ثلاث محافظات: سامار (التي تشكل خمسي غرب الجزيرة)، سامار الشمالية وسامار الشرقية. تعد هذه المحافظات الثلاث، إلى جانب المحافظات الواقعة في جزيرتي ليتي وبيليران المجاورتين، جزءاً من منطقة بيسايا الشرقية.
تعد سامار أقصى جزيرة في شرق بيسايا. ويعتبر حوالي ثلث الجزيرة محمية ومتنزه طبيعي يُعرف باسم المنتزه الطبيعي لجزيرة سامار. يفصل مضيق سان خانيكو الجزيرة عن ليتي، الذي يبلغ عرض أضيق نقطة عبور فيه حوالي 2 كم (1.2 ميل) فقط. ويعبر هذا المضيق بواسطة جسر سان خوانيكو. تقع سامار جنوب شرق شبه جزيرة بيكول في لوزون، أكبر جزر البلاد ويفصل بينهما مضيق سان برناردينو. أما في جنوب سامار فيقع خليج ليتي، الذي كان مسرحاً لمعركة خليج ليتي، واحدة من كبرى المعارك البحرية الحاسمة خلال الحرب العالمية الثانية. يطل الخليج على بحر الفلبين، الموجود شرق سامار وهو جزء من المحيط الهادئ.
في 19 يونيو 1965، من خلال قانون الجمهورية رقم 4221، قُسمّت سامار إلى ثلاث محافظات: سامار الشمالية، سامار الغربية وسامار الشرقية مع اعتبار مدن؛ كاتارمان، كاتبالوغان وبورونجان، كعواصم لها على التوالي. لذلك، فإن يوم 19 يونيو هو يوم عطلة محلية منتظمة لغير العاملين في المحافظات الآنفة الذكر.

## تاريخ الجزيرة
كانت سامار أول جزر الفلبين التي شاهدتها البعثة الإسبانية بقيادة فرديناند ماجلان في 16 مارس 1521 بعد مغادرتها جزر ماريانا. أدرك ماجلان أنه وصل إلى أرخبيل ورسم خريطة لتلك الجزر باسم سان لازارو (القديس لعازر) لأنها شوهدت في يوم سبت لعازر. وقد أطلق الإسبان في النهاية على الجزيرة اسم فلبيناس (الفلبين)، لكن البرتغاليين أطلقوا عليها اسم ليكويوس. وعلى الرغم من أن سامار كانت أول جزيرة فلبينية يشاهدها ماجلان، فإنه لم يهبط عليها واستمر في الإبحار جنوباً وبعدما رسى في جزيرة سولوان، هبط أخيراً على جزيرة هومونون في 17 مارس 1521.
كتب المؤرخ ويليام هنري سكوت أن «داتو سامار المدعو إيبرين جدفّ إلى سفينة إسبانية كانت ترسو في ميناءه في 1543 بواسطة مجذفين يتحلون بقلائد من الذهب؛ بينما كان هو نفسه يتزين بالأقراط والسلاسل.» في الملحمة المحلية المسماة سيداي المعنونة باسم «بينجي لوان» وطبقاً لما جاء في مقال سكوت، فإن لوان هي مملكة لاكانيت الثرية في سامار. وأن الداتو هادي إيبرين جاء من لاكانيت في لوان.
جرت آخر مرحلة من الحرب الفلبينية الأمريكية في سامار وهي واحدة من أشهر مراحل الحرب وأكثرها فظاعة خلال الحرب بأكملها. أدت مجموعة من العوامل إلى معارك عنيفة بشكل خاص، مثل مذبحة بالانجيجا وحملة مضادة للتمرد قادتها القوات الأمريكية مع إنزال عواقب وخيمة بالسكان المحليين. وفي معرض تأريخه عن الحرب، يؤكد برايان مكاليستر لين «أن سامار ألقت بظلالها على إنجازات الجيش، ولأجيال، ظلت مرتبطة في أذهان العامة بأنها تجسيد للحرب الفلبينية». شهدت أيضاً المياه قبالة الجانب الشرقي للجزيرة معركة سامار، حيث قاتلت قوة صغيرة غير مسلحة من سفن المرافقة التابعة للبحرية الأمريكية القوة الرئيسية للبحرية الإمبراطورية اليابانية، بما في ذلك البارجة الحربية اليابانية ياماتو.